# Bube Dame König
Bube Dame König ist eine 2013 gegründete deutsche Folk-Gruppe, die bis heute besteht. Die Band mischt deutschsprachige Volkslieder mit traditioneller irischer und schwedischer Musik sowie eigenen Liedern, die zum Teil an lokale Sagen aus der Heimatstadt der Gruppe, Halle (Saale), angelehnt sind. Die Gruppe selbst bezeichnet ihren Stil als Neue Folkmusik, angelehnt an das Genre der Neuen Volksmusik.

## Geschichte
Die Band wurde 2013 in Halle (Saale) gegründet und absolvierte im selben Jahr ihr erstes Konzert auf dem Festival Poeton in Nordhausen. Es folgten weitere Konzerte und Festivalauftritte sowie 2014 die Produktion der Debüt-CD Traumländlein. Kofinanziert wurde das Debüt durch ein Crowdfunding-Projekt, bei dem die Spender als sogenannte „Liedpaten“ die Produktion einzelner Tracks förderten. Zahlreiche Zeitschriften und Webzines (Folker, Sing Out!, Miroque, Folk World, Musicrewiews.de) rezensierten die CD wohlwollend. Auch größere Radiostationen (z. B. Hessischer Rundfunk, Deutschlandradio Kultur) nahmen die Tracks in ihre Playlisten auf.
Im Mai 2015 wurde Traumländlein mit dem Preis der deutschen Schallplattenkritik (Bestenliste 2/15 Kategorie Folk & Singer/Songwriter) ausgezeichnet.
Im Herbst 2016 legte die Band das Weihnachtsalbum Winterländlein nach, das unter anderem auf MDR Kultur vorgestellt wurde.
2017 startete die Band nach dem Erfolg ihres Youtube-Videos Kein schöner Land unter dem Namen Saalesessions einen eigenen Youtube-Kanal mit monatlich neuen Live-Aufnahmen bekannter Volkslieder.
Im Oktober 2017 begann die Band mit den Aufnahmen für die dritte CD Nachtländlein im Leipziger Echolux-Studio – wiederum finanziert durch ein Crowdfundingprojekt: Auf einer eigens eingerichteten Spendenseite veröffentlichte die Band Voraufnahmen und Ausschnitte der Vorproduktionen, sobald ein bestimmter Spendenbeitrag erreicht wurde. Ende September 2019 erschien Nachtländlein bei CPL-Music und erreichte anders als die ersten beiden Platten auch vermehrt internationale Aufmerksamkeit mit Rezensionen unter anderem in belgischen, schwedischen und britischen Musikmagazinen und Airplays in den USA, Schottland und Lettland. In Deutschland wurde das Album im Hessischen Rundfunk vorgestellt, MDR Kultur und Deutschlandfunk Kultur widmeten der Platte jeweils einen eigenen Beitrag.
Ende 2019 wurde die Band als einer von drei Finalisten für den deutschen Folk Music Award 2020 nominiert und im Februar 2020 von der Jury zum Sieger gekürt. Das Promimagazin Gala stellte daraufhin die Band ausführlich in ihrer Onlineausgabe vor. Kurz darauf folgte auch die TV-Premiere in einem Beitrag des Magazins MDR um 4.
Mit dem Beginn der Coronakrise begann die Band die Produktion ihres vierten Albums "Von der Quelle bis zur See" – komplett finanziert durch ein zugehöriges Crowdfundingprojekt. MDR Kultur zeichnete eine 25-minütige Studiosession mit der Band auf und spielte Tracks von Bube Dame König vermehrt im täglichen Programm. Das Trio nahm zudem am Livestream-Folkfestival "Sang und Klang" teil, das über 30.000 Euro Spenden einspielte.
Im September 2021 absolvierte die Band ihren ersten Auslandsauftritt im Rahmen des Festivals Folkbaltica. Im Oktober desselben Jahres verwendete der Podcast "Der Sage nach" (zeitweilig Platz 1 der Audible Charts) den Bube Dame König Song "Saalenixe" in der Pilotfolge der Serie, zusammen mit einem Interview mit Sängerin Juliane Weinelt.
Am 8. April 2022 erschien Von der Quelle bis zur See, wie schon die Vorgängeralben beim Label CPL-Music. Die CD erreichte weltweit Airplay in Weltmusikradiosendungen, teils nahmen die Redaktionen das Album in ihre Toplisten auf, so die US-Sendungen Global Village von Chris Heim und Global-Go-Go von Bill Lupoletti. Der Roots Music Report aus Utah, USA listete die CD für eine Woche in den Top 50 seiner aus Radio-Playlisten aggregierten World Music Charts. Das US-Weltmusik-Label Putumayo nahm einen Track des Albums in seine Spotify-Playlist New World Acoustic auf.
Im Juli 2022 wurde Von der Quelle bis zur See für den Preis der deutschen Schallplattenkritik in der Kategorie Folk & Singer/Songwriter nominiert. In den Jahrescharts der World Music Charts Europe erreichte das Album Platz 131 von 854 nominierten Produktionen und war damit das bestplatzierte Weltmusik-Album aus Deutschland.
Der Mitteldeutsche Rundfunk lud die Band 2023 zu zwei Konzerten beim Euroradio Folk Festival der European Broadcasting Union ein, eingebettet in das Programm des Rudolstadt-Festivals.  In der ersten Hälfte 2024 ging Bube Dame König mit dem Volkslieder Festival auf Deutschlandtour mit sieben Stationen, unter anderem in der  Kammgarn Kaiserslautern, im  Capitol Mannheim und im Parktheater im Kurhaus Göggingen in Augsburg. Im selben Jahr bearbeitete das Trio im Auftrag des Lausitzer Musiksommers je zwei Lieder der Zittauer Komponisten Johann Krieger und Carl Gottlieb Hering, die im August 2024 im Haus der Tausend Teiche im Biosphärenreservat Oberlausitzer Heide- und Teichlandschaft uraufgeführt wurden.

## Diskografie
- 2015: Traumländlein (Album, CPL Music / Broken Silence)
- 2016: Winterländlein (Album, CPL Music / Broken Silence)
- 2019: Nachtländlein (Album, CPL Music / Broken Silence)
- 2022: Es steht ein Lind in jenem Tal (Digital Single, CPL Music / Believe)
- 2022: Tuvalu (Digital Single, CPL Music / Believe)
- 2022: Von der Quelle bis zur See (Album, CPL Music / Broken Silence)

## Musikvideos
- 2015: Saalenixe
- 2019: Mittsommertraum
- 2022: Es steht ein Lind in jenem Tal

## Auszeichnungen
- 2015: Die Besondere (Magazin Folker 2/15) für CD Traumländlein
- 2015: Preis der deutschen Schallplattenkritik (Bestenliste 2/15 Kategorie Folk & Singer-Songwriter) für CD Traumländlein
- 2015: The Editors' Best Loved Albums (Folkworld Nr. 56) für CD Traumländlein[40]
- 2020: Folk Music Award 2020
- 2022: Global A Go-Go Charts März 2022 Platz 1 für CD Von der Quelle bis zur See[41]
- 2022: Roots Music Report Top 50 World Album Charts Platz 26 für CD Von der Quelle bis zur See[42]
- 2022: Global Village Top 40 April 2022 Platz 9 für CD Von der Quelle bis zur See[43]
- 2022: Preis der deutschen Schallplattenkritik (Longlist) für CD Von der Quelle bis zur See[44]
- 2022: World Music Charts Europe (Platz 131 Jahrescharts 2022) für CD Von der Quelle bis zur See[45]